# John Harold Plumb
Sir John Harold Plumb (ur. 20 sierpnia 1911, zm. 21 października 2001) – brytyjski historyk specjalizujący się w badaniu dziejów XVIII wieku.
Promotorem jego pracy doktorskiej był (od 1936 roku) historyk George Macaulay Trevelyan.

## Prace
- England in the Eighteenth Century (1950), Pelican Books, London, ISBN 0-14-020231-5
- Chatham (1953)
- Studies In Social History (1955)
- The First Four Georges (1956)
- Sir Robert Walpole (1956, 1960) (dwa tomy: I The Making of a Statesman i II The King's Minister)
- The Italian Renaissance (1961, 1987, 2001), American Heritage, New York, ISBN 0-618-12738-0
- Men And Places (1963)
- Crisis in the Humanities (Ed., 1964) Penguin, Harmondsworth & Baltimore (responses to Snow's Two Cultures)
- The Growth of Political Stability in England 1675–1725 (1967)
- The Death Of The Past (1969)
- In The Light Of History (1972)
- The Commercialization of Leisure (1974)
- Royal Heritage (1977)
- The Making of a Historian (1988) essays
- The American Experience (1989) essays